# VxD
VxD bezeichnet einen virtuellen Gerätetreiber für das Betriebssystem Microsoft Windows. „VxD“ steht für „virtual x driver“, wobei das „x“ in der Abkürzung ursprünglich für eine Hardwarekomponente stehen sollte, „d“ steht etwa für display, also Anzeigegeräte. „c“ hätte für communication, „p“ für printer und „n“ für network gestanden. Somit wäre eine Datei mit der Endung „VPD“ ein virtueller Druckertreiber. Da das „x“ in der Abkürzung jedoch oft nicht durch einen anderen Buchstaben ersetzt wurde, findet man meist nur Dateien mit der Endung „.VXD“. Die Treiber besitzen die Dateiendung .386 unter Windows 3.x und .vxd unter Windows 95. Hierbei ist zu beachten, dass die .386- Dateien auch unter Windows 95 benutzt werden können, aber nicht umgekehrt. In Windows 3.x setzt VxD den Erweiterten Modus und, wie die Dateiendung verrät, einen 386er oder besser voraus. Dieser virtuelle Gerätetreiber steuert die Systemressourcen wie Hardwarekomponenten (Drucker, interne Controller, Steckkarten usw.) oder installierte Software (z. B. das Antivirenprogramm AntiVir). So können mehrere Anwendungen auf dieselbe Ressource zugreifen. Mit der Einführung des Windows Driver Model mit Windows 98 wurden die VxDs überflüssig, jedoch konnten sie noch bis Windows ME eingesetzt werden. Windows NT und davon abstammende Systeme unterstützen keine VxDs mehr.
Die VxDs sollten nicht mit den NTVDM-spezifischen „VDD“ (Virtual Device Drivers) verwechselt werden.